# سانتا مارغريتا دي بيليتشي
سانتا مارغريتا دي بيليتشي (بالإيطالية: Santa Margherita di Belice)‏ هي بلدية في مقاطعة أغريجنتو في صقلية الإيطالية.

## السكان
في سنة 1861 بلغ عدد السكان 7٬474 نسمة، وتطور العدد ليصل في سنة 2011 لـ 6٬544 نسمة.
يظهر هذا المخطط البياني تطور النمو السكاني لـ سانتا مارغريتا دي بيليتشي

## توأمة
لسانتا مارغريتا دي بيليتشي اتفاقيات توأمة مع:
- أريكتشيا